# 2 av. J.-C.
Cette page concerne l'année 2 av. J.-C. du calendrier julien.

## Événements
- 5 février : Auguste reçoit du Sénat le titre de Père de la Patrie (Pater patriae)[1].
- 1er août[2] : dédicace du forum d'Auguste à Rome et du Temple de Mars Ultor (vengeur), commémorant l’assassinat de César. Le forum et le temple exaltent la « dynastie » d’Auguste ainsi que la grandeur de Rome, maîtresse de l’Univers.
  - Auguste organise pour l'occasion une naumachie pour commémorer la victoire navale d'Actium, dans un bassin aménagé sur la rive droite du Tibre alimenté par l'aqueduc Aqua Alsietina, nouvellement construit.

- Phraatès IV, roi arsacide de Parthie, est assassiné par son épouse Musa, qui place son fils Phraatacès sur le trône[3].
- Rome : présentation de Lucius César, fils de Julie, prince de la jeunesse.
- 200 000 personnes bénéficient de distribution gratuite de céréales[4] (exclusion des affranchis ?).
- Création de la charge de préfet du prétoire[5].
- Exil de Julie, fille unique d’Auguste, sur Pandateria puis à Rhêgion pour inconduite[6].

## Arts
- Création de deux statues représentant les deux petits-fils d'Auguste (Caius et Lucius Caesar) devant le temple de Portunus sur le forum Boarium à Rome[7].

## Décès en 2 av. J.-C.
- Phraatès IV, roi de Parthie.
- Marcus Lollius Paulinus, homme politique et général de l'Empire romain.